# Valborg Custe
Valborg Custe, född cirka 1430, död cirka 1507, var en svensk borgare. 
Hon var gift med borgaren rådmannen Jacob Custe (död 1477) och mor till Christin Custesdotter och Olof Custe. Efter sin makes död övertog hon hans verksamhet, däribland hans hans fordringar i hans verksamhet som bankir (lånegivare). 
Hon är omtalad som riksföreståndare Sten Sture den äldres borgenär. Hon övertog med makens kompanjon Per Olsson det lån som Sture hade tagit med rikssvärdet i säkerhet, men som han dock aldrig betalade igen till henne. Sten Sture den äldre hade lånat en summa pengar av Jakob Custe och hans kompanjon Per Olsson. Som pant hade han överlämnat rikssvärdet, en av riksregalierna. Sten Sture lyckades få tillbaka rikssvärdet utan att betala tillbaka lånet. Valborg stämde Sten Sture rådhusrätten för att få tillbaka pengarna som hennes man lånade ut. 